# Ricardo Zamora
Ricard Zamora i Martínez eller Ricardo Zamora (født 21. januar 1901 i Barcelona, død 15. september 1978 smst.) var en spansk fodboldspiller, som deltog i to olympiske lege i 1920'erne. Han blev regnet for at være den bedste målmand i begyndelsen af 1900-tallet.

## Karriere

### Som spiller
På klubplan spillede Zamora først for RCD Espanyol, hvortil han kom som blot 15-årig i 1916.. senere for FC Barcelona, men vendte tilbage til Espanyol, hvor han spillede fra 1922 til 1930. Her skiftede han til Real Madrid og spillede her i seks sæsoner.
Zamora var med ved OL 1920 i Antwerpen på det spanske landshold, der her spillede sin første landskamp nogensinde. Holdet indledte med at besejre Danmark 1-0. I kvartfinalen blev det til nederlag til Belgien på 1-3, men dermed var det ikke slut, idet taberne i kvartfinalerne spillede en turnering om andenpladsen, og her vandt Spanien først 2-1 over Sverige, dernæst 2-0 over Italien. Udover taberne af kvartfinalerne var også de to tabere til vinderne (som var Belgien) også i spil til andenpladsen, og Spanien skulle nu have mødt Tjekkoslovakiet, som Belgien mødte i finalen, men de var udvandret i protest og blev derpå diskvalificeret. I stedet mødte spanierne Holland, som havde tabt til Belgien i semifinalen, og her vandt Spanien 3-1 og blev derfor sølvvindere i turneringen.
Han var også med ved OL 1924 i Paris, hvor Spanien imidlertid tabte sin første kamp på et selvmål og dermed var ude af turneringen. Han kunne ikke deltage ved OL 1928, da han i mellemtiden var blevet professionel.
Zamora, der var kendt for at spille med kasket, opnåede 46 landskampe for Spanien, heraf 24 som anfører. Han var således også med på holdet ved VM i 1934 i Italien, men her blev han skadet i kvartfinalen mod hjemmeholdet. Kampen endte 1-1 og der blev spillet en omkamp, som italienerne vandt 1-0 på deres vej til mesterskabet.

### Som træner
Efter at have afsluttet sin aktive karriere blev Zamora træner fra 1938. Han trænede blandt andet Atletico Madrid, Celta de Vigo, CD Malága og Espanyol. Desuden var han træner for det spanske landshold i to kampe i 1951-1952. Han afsluttede denne del af karrieren i 1962.

## Livet uden for fodbold
Zamora stammede fra en velhavende familie, der regnede med, at han skulle være læge. Han begyndte også på lægestudiet, men opgav hurtigt dette.
Under den spanske borgerkrig blev han i en kort periode arresteret af republikanerne, men slap fri og boede derpå i Frankrig nogle år. Han vendte tilbage i 1938 og var herefter træner.
Ricardo Zamora-trofæet er opkaldt efter ham og uddeles hvert år til den bedste målmand i La Liga.

## OL-medaljer
- 1920  Belgien –  Sølv i fodbold (Spanien)